# Сорбоза
Сорбо́за (от лат. sorbum — рябина) — моносахарид с формулой С6H12O6 из группы кетогексоз.

## Свойства
Представляет собой твёрдое кристаллическое вещество, хорошо растворимое в воде, сладкая на вкус (по сладости близка к ксилиту). Существует в виде оптически-активных D- и L-форм (tnл 159 — 161 °C).
Является невосстанавливающим сахаром, из-за наличия кето-группы. 
D-форма сорбозы существует в двух структурных формах: линейной и циклической. Циклическая форма представлена 4 энантиомерными формами.
При 27 °С в водном растворе сорбоза образует равновесную смесь, состоящую из различных изомеров (в основном в циклической форме). Преобладающей формой является α-Сорбопираноза (98 %)
| Изомеры D-сорбозы | Изомеры D-сорбозы      | Изомеры D-сорбозы |
| Линейная форма    | Проекция Хеуорса       | Проекция Хеуорса  |
| ----------------- | ---------------------- | ----------------- |
| 0,2 %             | a-D-Сорбофураноза 2 %  | ß-D-Сорбофураноза |
| 0,2 %             | a-D-Сорбопираноза 98 % | ß-D-Сорбопираноза |

α-D-сорбофураноза   - (2R,3R,4S,5R)-2,5-бис(гидроксиметил)оксолан-2,3,4-триол

α-L-сорбофураноза   - (2S,3S,4R,5S)-2,5-бис(гидроксиметил)оксолан-2,3,4-триол

β-D-сорбофураноза   - (2S,3R,4S,5R)-2,5-бис(гидроксиметил)оксолан-2,3,4-триол

β-L-сорбофураноза   - (2R,3S,4R,5S)-2,5-бис(гидроксиметил)оксолан-2,3,4-триол

α-D-сорбопираноза   - (2R,3R,4S,5R)-2-(гидроксиметил)-оксан-2,3,4,5-тетраол

α-L-сорбопираноза   - (2S,3S,4R,5S)-2-(гидроксиметил)-оксан-2,3,4,5-тетраол

β-D-сорбопираноза   - (2S,3R,4S,5R)-2-(гидроксиметил)-оксан-2,3,4,5-тетраол

β-L-сорбопираноза   - (2R,3S,4R,5S)-2-(гидроксиметил)-оксан-2,3,4,5-тетраол

## Нахождение в природе
В природе (например, в сброженном бактериями соке рябины) встречается L-форма. Её и обнаружил первооткрыватель сорбозы Теофиль-Жюль Пелуз. В плодах семейства розоцветных распространён соответствующий сорбозе шестиатомный спирт — сорбит (в ягодах рябины — до 7%).

## Получение
Сорбоза может быть получена химическим путём (конденсацией глицеринового альдегида с диоксиацетоном в щелочной среде) или ферментативным (с помощью микроорганизмов) окислением D-сорбита. Последний метод используется в промышленности.

## Применение
Сорбоза служит важным промежуточным продуктом в синтезе аскорбиновой кислоты (витамина С). При восстановление сорбозы образуется шестиатомный спирт — сорбит.